# Il segno di Elia
Il segno di Elia è il sesto album da solista del cantante e giornalista italiano Leandro Barsotti; è stato pubblicato nel 2000 dalla Universal Records.

## Tracce
1. Energia – 4:25
2. Un'altra vita – 4:27
3. Oro – 4:03
4. Il silenzio dell'anima – 4:38
5. La costruzione del mio tempio – 3:50
6. Cielo – 5:08
7. Le stagioni del mio cuore – 4:23
8. La forza verticale – 3:42
9. Imparare ad amare – 4:16
10. Male d'amore – 3:26
11. Fernando – 7:32
12. Un'altra vita